# دير الربيدي (الحديدة)
دير الربيدي هي إحدى قرى مديرية الزيدية، التابعة لمحافظة الحديدة اليمنية، بلغ تعداد سكانها 1052 نسمة حسب الإحصاء الذي أجري عام 2004.